# みずほ銀行
株式会社みずほ銀行（みずほぎんこう、英: Mizuho Bank, Ltd.、略：みずほ、MHBK）は、東京都千代田区大手町に本店を置く、みずほフィナンシャルグループ（MHFG）傘下の都市銀行。三菱UFJ銀行（三菱UFJフィナンシャル・グループ〈MUFG〉）、三井住友銀行（三井住友フィナンシャルグループ〈SMFG〉、SMBCグループ）とともに3大メガバンクの一角を占める。
総資産・預金量・時価総額などの点で、三菱UFJ銀行、三井住友銀行に次ぐ都市銀行3位。国内銀行の中では、ゆうちょ銀行を除きすべての都道府県に支店がある唯一の銀行である。また、国内の上場企業の約7割と取引がある。 
法手続き上は、2013年にみずほコーポレート銀行に吸収合併され解散した以前の法人（旧みずほ銀行）と、以降の法人（旧みずほコーポレート銀行）は別の法人格であるが、どちらもみずほフィナンシャルグループ傘下の銀行で、かつ、商号・ブランドロゴ・金融機関コード・過半の店舗などが連続しているため、本記事では「みずほ銀行」を名乗った法人について連続して扱う。また、本記事では原則として、2013年まで「みずほ銀行」を名乗った旧法人については「旧みずほ銀行」、現在「みずほ銀行」を名乗っている法人については「当行」と記す。

## 概要
2011年に発生した東日本大震災の義援金に関連する旧みずほ銀行の大規模システムトラブルの原因究明のために設置された第三者委員会の意見を踏まえて、同年5月、グループ一体運営に向けたガバナンス強化策として、旧みずほ銀行とみずほコーポレート銀行を、2013年春をめどに合併させることを発表した。
2013年7月1日、みずほフィナンシャルグループの経営戦略である「One MIZUHO戦略」（銀行・信託・証券一体戦略）の下、旧みずほ銀行は（法人格として）みずほコーポレート銀行に吸収合併された（法人格とSWIFTコードなどはみずほコーポレート銀行側、統一金融機関コードなどは、旧みずほ銀行側を継承）。それに併せて、行名をみずほ銀行に改称した。これにより、同行はみずほフィナンシャルグループにおける中核銀行となった。
なお、本店は千代田区丸の内一丁目のみずほコーポレート銀行本店（旧日本興業銀行本店ビル）を継承したが、2014年5月7日に千代田区大手町の大手町タワーへ移転した。

### 設立の経緯
2002年、当時みずほホールディングス傘下であった、第一勧業銀行、富士銀行、日本興業銀行の分割・合併により、旧みずほ銀行（存続行は旧第一勧業銀行で、みずほ統合準備銀行を吸収合併）とみずほコーポレート銀行（存続行は旧富士銀で、旧興銀を吸収合併）が誕生した。第一勧業銀行、富士銀行、日本興業銀行は、いずれも20世紀の日本における大手銀行であった。前身となる第一勧業銀行は、渋沢栄一が日本初の銀行として設立した第一国立銀行を源流とするため、その名残で統一金融機関コードは「0001」を継承している。また、前身となる富士銀行は芙蓉グループ、第一勧業銀行は第一勧銀グループ、日本興業銀行は興銀グループの中核企業であり、3つの融資系列を母体とした企業グループに所属している。三大メガバンクで唯一、前身行に、三菱、三井、住友の、戦前の三大財閥を含まない（ただし、富士銀行は安田財閥などの流れを汲む）。
行名のみずほ（瑞穂）とは、「みずみずしい稲の穂」の意とされ、「瑞穂国」（葦原千五百秋瑞穂国）は、日本書紀に登場した日本の美称でもある。日本を代表する金融機関を目指すとのことで、この商号とされた。
みずほコーポレート銀行と旧みずほ銀行の合併後の当行は、みずほコーポレート銀行の法人格、および富士銀行の前身である安田銀行が、系列10行と大合併をするために準備会社として設立した保善銀行の法人格を引き継いだものとなっていたため、1923年5月7日を設立年月日としている。（旧みずほ銀行は、法人格としては旧第一勧業銀行を引き継いだものとなっていたため、日本勧業銀行の設立年月日である1897年6月7日を設立年月日としていた。）

### 2002年から2013年までの旧みずほ銀行
みずほフィナンシャルグループ内で、グローバルリテール部門の中核とし個人および中堅・中小企業や、地方自治体を対象とする銀行と位置づけられていた。大手法人や金融機関、海外業務に関しては、同グループ傘下であるみずほコーポレート銀行が業務対象としていた。
旧みずほ銀行は主にリテール業務を主体、みずほコーポレート銀行はホールセール業務を主体としていたが、本来はみずほコーポレート銀行が管掌する（21世紀になってから政令指定都市に昇格した市や中核市以下の都市などでの）ホールセール業務を旧みずほ銀行が行うケースや、みずほコーポレート銀行がリテール業務を担う場合があるなど、明確な線引きはなかったとされる。
2013年6月30日まで、本店は千代田区内幸町のみずほ銀行内幸町本部ビル（旧第一勧業銀行本店ビル）に置かれていた。なお、同店の窓口（口座店）名称は、2012年10月以降「東京営業部」と称している。

### 公的資金
2005年、新商品開発などによる経費率・収益力の改善、不良債権の最終処理や、公的資金の早期完済などを掲げた「Channel to Discovery」プランを発表した。これ以降は、重複店舗の一段の統廃合・再配置を進めた。また、不良債権処理も加速化し、みずほフィナンシャルグループ設立時に計上した巨額の赤字処理を以ってほぼ終え、公的資金の返済（旧興銀の旧住宅金融専門会社への不良債権処理に関する追徴課税の取り消しによる税還付2800億円を充当）等により、信用力も一時に比べ向上した。
2006年7月4日には、三菱UFJフィナンシャル・グループ（MUFG）に続いて公的資金は全額完済され、同年11月8日、親会社であるみずほフィナンシャルグループがニューヨーク証券取引所（NYSE）に上場した。バブル経済崩壊後はじめて邦銀グループがNYSEへの上場を果たした。

### 地域的基盤
日本勧業銀行（第一勧業銀行の前身）が大正時代に全国各地、台湾（台北、新竹、台中、台南、高雄支店）に設立されていた農工銀行からの事業譲渡や、農工銀行の吸収合併に伴う受け皿支店の開設などの理由に加えて、戦後には、旧勧銀の宝くじ業務の取り扱いもされていたため、3大メガバンクで唯一全ての都道府県庁所在地・政令指定都市に必ず1つ以上の店舗を有している。
富士銀行の業務を引き継いで、東京都、東京23区、大阪市、北九州市の指定金融機関とされている。
東京都の島嶼地域においては、都の指定金融機関である関係上、大島町（伊豆大島）には築地支店・大島特別出張所が、八丈町（八丈島）に浜松町支店・八丈島特別出張所がそれぞれ設置されている。かつては、三宅村（三宅島）に東京中央支店・三宅島出張所が設置されていた。
第一勧業銀行、富士銀行、日本興業銀行は、いずれも東京に本店を置く都市銀行と長期信用銀行であった。このように前身行に関西都銀（在阪三大都市銀行）が含まれなかったので、これらが含まれる三菱UFJ銀行（旧三和銀行）、三井住友銀行（旧住友銀行）、りそな銀行（旧大和銀行）と比較すると、関西地区の経営基盤や店舗網は脆弱である。このために、メガバンク・都市銀行の中では、東京都や神奈川県などの首都圏に店舗網・経営基盤が集中している。この他、三菱UFJ銀行の前身の一つに東海銀行があったという歴史的背景から、関西地区と同様に中京圏（名古屋都市圏）の経営基盤も脆弱である。

### 企業間提携
富裕層向けのプライベートバンキングへも参入し、みずほ銀行に5億円以上の資産を持つ顧客を対象に、みずほプライベートウェルスマネジメントへの紹介を進めている。
2012年1月以降を目処に、みずほ信託銀行が旧みずほ銀行を所属行とする銀行代理店として同行の口座開設取次を行い、その代わりにみずほ信託銀行のキャッシュカードとATMを2012年3月までに廃止し、みずほ信託銀行の信託代理店としてのみずほ銀行を利用した場合の手数料優遇などを行う方針であることが明らかになっている。これは、「みずほグループ口座」というパッケージで提供され（旧みずほ銀行とみずほ信託銀行の口座を、法人をまたいで紐付けするというもので、顧客情報も紐付けした会社間で共有される形となる）、後に、みずほ証券の証券口座も、みずほグループ口座に含むことができるようになり（これにより、みずほ信託銀行との取引がなくとも、旧みずほ銀行とみずほ証券による組み合わせでも、グループ口座が成立する）、みずほ証券と取引があるがみずほ銀行とはない顧客のために、みずほ証券が銀行代理店として、みずほ信託銀行同様、みずほ銀行の口座開設取次を行うようになった。なお、みずほ信託銀行のキャッシュカードとATMの廃止についてはその後一部修正され、ATMは廃止され、みずほ銀行ATMの利用とされたが、キャッシュカードは廃止されていない。
みずほマイレージクラブ会員を対象としたオンライン証券仲介サービスで、マネックス証券と提携している。マネックスのナイター取引も取り扱い、利用するとマイレージポイントも貯まる。
信販分野では、第一勧銀、富士銀時代から親密であったクレディセゾンやオリコとも業務提携している。こちらは保証業務などが中心であり、他のメガバンクと消費者金融の間に見られる関係（資本参加、「銀行系ローン」の設立等）とは一線を画す。そもそもみずほ側は「消費者金融との提携効果は期待できない」としており、このために「みずほ銀行系キャッシング」のようなサービスは存在しない。
2005年4月、米国金融機関の、ワコビア（東部地盤・2008年後者に吸収）、ウェルズ・ファーゴ（西部地盤）と、トレードファイナンスや投資信託販売などで提携を開始した。
2019年8月、中小企業の事業承継ニーズへの支援強化のため、M&Aキャピタルパートナーズ株式会社と業務提携を開始した。

### 利息決済時期
普通預金の利息は、2月・8月の第3土曜日の翌営業日付で付与される（総合口座普通預金の貸越利息の決済も同日に行われる）。
貯蓄預金の利息は、毎月第2土曜日の翌営業日（原則として月曜日、祝日による変動あり）付で付与される。

## 沿革

### 旧みずほ銀行
- 2000年（平成12年）9月29日 - 第一勧業銀行、富士銀行及び日本興業銀行が株式移転により株式会社みずほホールディングスを設立し、3行はその完全子会社となる。
- 2002年（平成14年）4月1日 - 第一勧業銀行を存続銀行として株式会社みずほ統合準備銀行（日本興業銀行のコンシューマー（リテール）バンキング業務を2002年（平成14年）4月1日分割）と合併し、併せて富士銀行よりコンシューマー（リテール）バンキング業務を承継して、株式会社みずほ銀行と商号変更。直後にサーバの大規模システムトラブルに見舞われる。
- 2005年（平成17年）5月 - 宗教団体創価学会の会員を含むグループによる巨額融資詐欺事件が発覚、2003年から2年間に渡り、およそ14億円の詐欺被害に遭う。
- 2005年（平成17年）10月1日 - グループの再編成により、みずほホールディングスの子会社からグループ持ち株会社のみずほフィナンシャルグループの子会社となる。
- 2007年（平成19年）7月17日 - 仙台支店が仙台ファーストタワー高層棟に移転。
- 2008年（平成20年）7月22日 - みずほ銀行大手町本部ビル建てかえに伴い、東京中央支店（旧富士銀行・本店窓口）を日本橋TGビルに設置した仮店舗に移転。
- 2011年（平成23年）
  - 3月15日 - 3月11日に発生した東日本大震災の義援金用預金口座に、10,000件以上に及ぶ大量の振込があった影響で、サーバのバッチ処理が追い付かず、旧みずほ銀行として2度目の大規模システムトラブルを発生させた。
  - 5月31日 - 金融庁から、2011年3月に起きたシステムトラブルの再発防止を求める、銀行法に基づく業務改善命令を受け、同年6月に業務改善計画を提出した。
  - 9月1日 - 三角株式交換方式により、みずほインベスターズ証券を完全子会社化。
- 2012年10月21日 - 本店の窓口名称および口座店名称を、東京営業部（英文名称は、Tokyo Main Office）に改称。
- 2013年7月1日 - みずほコーポレート銀行に吸収合併され解散。

### 現みずほ銀行
- 2013年7月1日 - 株式会社みずほコーポレート銀行が旧みずほ銀行を吸収合併し、株式会社みずほ銀行に商号変更。本店はみずほコーポレート銀行を継承。
- 2014年5月7日 - 本店を大手町タワーに移転[16][注釈 5]。本店窓口は、大手町タワーの6階に設置。これにより、2,3,5Fは2支店[注釈 6]のブランチインブランチ、6Fは本店と2営業部の都合3拠点によるブランチインブランチとなる。
- 2015年1月5日 - システム障害により、法人向けインターネットバンキング「みずほe-ビジネスサイト」が利用できなくなるトラブルが発生[17]。
- 2016年9月15日 - ソフトバンクとフィンテックレンディングサービスの合弁子会社株式会社J.Scoreの設立合意[18]。
- 2019年5月15日 - この日発表されたみずほフィナンシャルグループの5ヵ年経営計画において、グループ全体での国内拠点を向こう5ヶ年で2017年比130拠点減とする方針を発表[19]。

なお、店舗の統廃合に関する詳細については、公式サイトの「店舗統合・移転のお知らせ」及び「店舗統合検索」を参照のこと。
- 2021年
  - 2月28日 - システム障害により、当行ATMの約8割にあたる4318台が利用不能に陥り、ATMに入れた5244枚の通帳やキャッシュカードが戻らなくなる深刻な被害を発生させた。備え付けのインターホンも繋がらず、ATMの前で数時間待たされる人も続出。日曜のため行員による対応が一切無く、利用客同士や警察官などが（トラブルを知らずに）後から来る利用客への対応を行った。
  - 3月3日 - システム障害により、当行ATM28拠点29台が利用不能に陥り、ATMに入れた通帳やキャッシュカードが戻らなくなる深刻な被害を再び発生させた。
  - 3月7日 - システム障害により、インターネットバンキングや当行ATMで定期預金の一部取引ができなくなるトラブルが発生。
  - 3月11日〜12日 - システム障害により、国内他行向けの外貨建て送金（計263件・約500億円分）が遅延するトラブルが発生。
  - 7月11日 - 東日本旅客鉄道（JR東日本）グループのクレジットカード会社であるビューカードとの業務提携開始[20][21]。
  - 8月20日 - 窓口で取引を行うシステムで機器の障害が発生。一時窓口での振り込みや入金などの取り引きができない状態になった[22][23]。
  - 8月23日 - ATM130台で通信環境の不具合により現金が引き出せなくなるなどのトラブルが発生[24]。
  - 9月8日 - ATM100台で基幹システムにトラブルが発生。通信ネットワークが短い時間寸断されたが、予備の機器が起動しまもなく復旧した[25]。
  - 9月22日 - 金融庁からシステム更新に関する業務改善命令が発出された[26]。
  - 9月30日 - システムの不具合により387件の外国為替取引に遅れが出た。多くは同日中に処理が完了する見込みだが、一部は翌日に持ち越すとのこと[27]。
  - 11月26日 - 金融庁から一連のシステム障害の対応に関する業務改善命令、財務省から外国為替及び外国貿易法に基づく是正措置命令を受ける[28]。
- 2022年
  - 1月11日 - 法人向けネットバンキングで一時障害が発生[29]。
  - 8月16日 - 日銀に預けている当座預金のうち、約9030億円にマイナス金利が適用されていたことが判明した[30]。「短期国債の利回りが下がったことを受けた経済的合理性に基づく判断」としている。
- 2024年
  - 11月25日 - トレードワルツに出資[31]。

## 特徴的な業務

### 宝くじ
固有の業務として、旧勧銀からの経緯として宝くじの作成、販売、当せん金の支払いなど業務を引き続き受託している。

### 金融債
旧興銀の業務を引き継ぎ、旧興銀店舗またはその承継店舗では、金融債の「割引みずほ銀行債券（ワリコー）」「割引みずほ銀行債券保護預り専用（ワリコーアルファ）」「利付みずほ銀行債券（リッキー）」「利付みずほ銀行債券利子一括払（リッキーワイド）」を発売していたが、2007年（平成19年）3月後半債（3月27日）で発行を終了した。
2007年3月後半債（3月27日）で先の4種の金融債は発行終了、財形貯蓄型金融債も特例期限から1年前倒しして、2011年（平成23年）3月後半債の発行にて終了した。また、金融債の保護預かりに利用する「金融債総合口座」も、2013年2月24日で廃止され、翌日より、一般の総合口座や普通預金・定期預金へ、規定上変更された。

### 両替
ATMコーナーに設置されている「両替機」は、みずほ銀行に口座を開設している人向けの専用機（みずほ銀行のキャッシュカード、あるいは大量の両替を行う利用者に発行される両替機専用カードが必要）である。口座を開設していない人（みずほ銀行のキャッシュカード無し）は、窓口での対応となる（これは、他の都銀でも同様のケースが見られるが、他行では、両替手数料用の硬貨投入口が別に取り付けられているケースもある）。

### インターネット支店
インターネット専業支店「インターネット支店」を利用することができる。インターネット支店は、通帳が発行されず、口座開設をネット上で完結することができるのが特徴である。口座開設にあたっては、総合口座を開設する必要があるほか、みずほマイレージクラブおよびみずほダイレクトの申込みが必要となる。

## 決済サービス

### みずほATMコーナー・みずほダイレクト
旧みずほ銀行では、振込に関しては、みずほコーポレート銀行宛の振込手数料は窓口、みずほATMコーナーの他、ネットバンキングサービスであるみずほダイレクト等も含めて、旧みずほ銀行全てのチャネルからの振込で当行扱となっていた。

#### キャッシュカード利用提携
イオン銀行（後述の内容も参照）・千葉興業銀行・大垣共立銀行・三十三銀行の各行ATMでは利用手数料が徴収されない（時間内は無料、時間外は要手数料。イオン銀行を除き、みずほマイレージクラブの優遇対象外）。他行手数料無料で扱う東京スター銀行（2019年12月より要手数料）、およびかつて存在したゼロバンクのATMも、みずほ銀行のキャッシュカードで出金可能である。また、ゆうちょ銀行のATMでは、キャッシュカードでの入金（紙幣のみ。要手数料）も可能である。
JR東日本が駅構内などに設置されているATM「ビューアルッテ」（要手数料）や、イオン（総合スーパー）をはじめとするイオングループの各店舗等に設置されている「イオン銀行」のATMが利用可能である（下記に詳述）。
更に、2008年8月20日からは阪急電鉄と北大阪急行電鉄が駅構内などに設置されているATM「Patsat」（池田泉州銀行提供、ステーションネットワーク関西運営）においても利用する事ができ、平日の日中帯に限り提携利用手数料がかからない（みずほマイレージクラブ優遇対象外）。
旧みずほ銀行側からの発表はなかったが、2006年3月26日より、新銀行東京との相互出金提携を行っている（要手数料）。更に、商工中金・新生銀行・あおぞら銀行でも引き出しができる（要手数料）。同様に、旧みずほ銀行側からの発表はなかったが、2011年6月27日からは、SBJ銀行（新韓銀行の日本法人）のキャッシュカードによる当行ATM入出金利用提携（片利用）を行っている（SBJ銀行所定の手数料が適用）。当初は5月9日に利用提携を開始する予定だったが、直前になって旧みずほ銀行側の都合により延期されていた。2014年2月10日からは、楽天銀行のキャッシュカードによる当行ATM入出金利用提携（片利用）を行っている（楽天銀行所定の手数料が適用）。

#### イオン銀行との戦略的提携による直接接続
イオン銀行との接続開始時には、同行ATM利用時は手数料が徴収され、みずほマイレージクラブの優遇対象外となっていたが、2013年12月8日の「戦略的提携」の開始に伴い、同行とみずほ銀行の共同設置扱いとなり、みずほ銀行のキャッシュカード利用時は、自行ATMと同様となる。ただし、優遇対象となる振込手数料（ATM統括支店経由であるため、みずほ銀行のいずれの支店宛も本支店扱いとなる）は、いったん引き落とされるものの、後日返金される。
2020年3月よりうれしい特典の優遇内容改定によりイオン銀行ATMで振り込んだ場合でも振込手数料の優遇は廃止された。

#### コンビニATM
同行はコンビニATMのイーネット・ローソン銀行・セブン銀行と個別提携しており、同行独自のATMサービスを提供する。イーネット及びローソンATMでは、入出金、残高照会、振込、暗証番号変更のサービスが利用できる。2006年（平成18年）7月23日よりセブン銀行と提携し、同社ATMにおける独自サービスを開始した。現在みずほ銀行の口座はセブン銀行では入出金、残高照会の3サービスを利用できる。

2020年3月よりうれしい特典の優遇内容が改定されたことでコンビニATMのイーネットのみが優遇の対象となり、ローソン銀行のATM・セブン銀行のATMを利用した場合は月1回目から手数料が発生するようになった。なおイーネットATMにおける利用手数料ならびに時間外手数料は所定の条件を満たすことにより最大月3回まで無料になる。

### みずほマイレージクラブ
2004年8月16日より、「みずほバリュープログラム」の後継商品として、取引によっては優遇のある「みずほマイレージクラブ」を開始した。ポイントカード制を大手銀行では初めて本格的に展開、非金利収入面での顧客獲得機会を拡大するサービスとして、2004年の日経優秀製品・サービス賞（日経金融新聞賞）を受賞した。2015年9月時点の会員数は約1100万人であり、みずほ銀行の個人顧客2400万人のうち半数近くが会員となっている。

### みずほプレミアムクラブ
富裕層向けの会員サービス。みずほ銀行に1000万円以上の円資産を有するなどの条件を満たす顧客に対して入会案内が送られる（なお、詳細条件は、各支店ごとに確認のこと）。入会すると、マイレージクラブのサービスに加えて、以下のような優遇サービスが提供される。
- 店舗内の会員専用スペース「プレミアムサロン」での資産運用相談
- ICキャッシュカードの発行手数料無料
- 各種金融サービスにおける優遇
- 各種提携企業・レストラン・ホテル・ゴルフ場などでの優遇サービスや予約代行

なお、「みずほプレミアムクラブコンシェルジュデスク」は、JTBが運営している。

### J-Debit
キャッシュカードとキャッシュカード用暗証番号を利用してショッピングを行うJ-Debitサービスに対応している。みずほ銀行の前身の一つである富士銀行は、J-Debitサービスの提供主体である日本デビットカード推進協議会の代表幹事であった。

### クレジットカード
クレディセゾンと提携した「みずほマイレージクラブカード」とJR東日本と提携した「みずほSuicaカード」、楽天カードと提携した「みずほ楽天カード」がある。いずれもみずほマイレージクラブに入会していなければ申し込む事は出来ない。
2017年には、クレディセゾンとの提携内容の見直しと、オリエントコーポレーションおよびジェーシービーとの追加提携が発表され、クレディセゾン発行のセゾンカードおよびUCカードに加え、オリコ（VISA/MasterCard）のカードとJCB提携のカードが追加されている。
概要は次表の通りである。
| クレジットカードの名称                 | 国際ブランド・種類         | 国際ブランド・種類 | 年会費  | 発行会社       | 備考 |
| -------------------------------------- | -------------------------- | ------------------ | ------- | -------------- | ---- |
| みずほマイレージクラブカード（UC）     | MasterCard                 | ゴールド           | 11000円 | クレディセゾン |      |
| みずほマイレージクラブカード（UC）     | MasterCard                 | セレクト           | 1837円  | クレディセゾン | ※1   |
| みずほマイレージクラブカード（UC）     | MasterCard                 | 一般               | 無料    | クレディセゾン |      |
| みずほマイレージクラブカード（UC）     | MasterCard                 | ANA                | 無料    | クレディセゾン |      |
| みずほマイレージクラブカード《セゾン》 | VISA                       | 一般               | 無料    | クレディセゾン |      |
| みずほマイレージクラブカード《セゾン》 | VISA                       | Suica              | 無料    | クレディセゾン |      |
| みずほマイレージクラブカード《セゾン》 | JCB                        |                    | 無料    | クレディセゾン |      |
| みずほマイレージクラブカード《セゾン》 | AMERICAN EXPRESSベーシック |                    | 無料    | クレディセゾン |      |
| みずほマイレージクラブカード《セゾン》 | AMERICAN EXPRESS           | AMERICAN EXPRESS   | 3150円  | クレディセゾン | ※2   |
| みずほSuicaカード                      | VISA                       | VISA               | 500円   | 東日本旅客鉄道 | ※3   |
| みずほ楽天カード                       | VISA                       | VISA               | 無料    | 楽天カード     |      |

- 年会費は税込。

※1 初年度の年会費は無料。2007年10月26日を以って新規発行終了。
※2 2008年10月17日をもって新規発行終了。
※3 初年度の年会費は無料。翌年度以降の年会費は、前年度のショッピングの利用額が合計10万円以上の場合は無料。2008年（平成20年）9月末をもって新規募集終了。カードに記載された有効期限をもってサービスを終了することが、みずほ銀行とJR東日本の両社より発表されている。
みずほマイレージクラブカードは、UCと《セゾン》がある。UCは、一般とセレクトでハローキティデザインのカードや通帳も選べる。
UCと《セゾン》ともにETC支払用の子カードの発行ができる。iDとQUICPayについては、おサイフケータイのみに対応している。

#### みずほJCBデビット
上述のJ-Debitとは別に、2016年12月よりJCBと提携した個人向けブランドデビットカード「みずほJCBデビット」を提供している。国内、海外、インターネット上のJCB加盟店でショッピングができるほか、海外ATMにて現地通貨引き出しが可能である。当初の年会費は1,000円であったが、2022年7月にサービスを改訂し、年会費が無料となったほか、キャッシュカード一体型JCBデビットカードを新たに発行し、みずほWallet（後述）との連動も開始した。対応する国際ブランドはJCBのみであり、VisaやMastercardには対応していない（ただし、法人向けのみずほビジネスデビットはVISAに対応する。詳細は後述）。

#### みずほビジネスデビット
法人向けVISAデビットカードとして、「みずほビジネスデビット」を発行している。対応する国際ブランドはVISAのみであり、MastercardやJCBには対応していない。

#### ポイント
みずほマイレージクラブカードを利用した際に貯まるポイントは、マイレージポイントである。基本的に1000円につき1ポイント貯まるが、《セゾン》アメリカン・エキスプレス・カードを海外で利用した場合は2倍貯まる。また、パートナーズサービスがあり、日本のパートナー企業で利用した場合は2 - 5倍、海外のパートナー企業で利用した場合は2倍それぞれ貯まるが、《セゾン》アメリカン・エキスプレス・カードを海外のパートナー企業で利用した場合は3倍貯まる。ただし、iDとQUICPayを利用した場合はパートナーズサービスの対象外である。
一方、みずほSuicaカードを利用した際に貯まるポイントは、JR東日本のビューサンクスポイントであり、基本的に1000円につき2ポイント貯まるが、JR東日本のVIEWプラスの対象商品の場合は1000円につき6ポイント貯まる。なお、ビューサンクスポイントは、マイレージポイントに交換する事が出来、ビューサンクスポイント2000ポイントをマイレージポイント1000ポイントに交換する事ができる。
しかし、2009年4月からはみずほマイレージポイントは廃止となり、クレディセゾンの永久不滅ポイントに変更された。

#### Suica
みずほSuicaカードは、JR東日本のSuicaを搭載しているが、Suica定期券には対応していない。ただし、みずほSuicaカードでモバイルSuicaに会員登録した場合は、モバイルSuicaのSuica定期券を利用する事ができる。
Suicaを搭載していないみずほマイレージクラブカードも同様であり、従前はモバイルSuicaの利用料は有料であったが、2020年から無料化され、相違がなくなった。

### 生体認証機能付ICキャッシュカード
2006年8月28日から、キャッシュカード取引のセキュリティ向上のために指静脈を利用した生体認証機能付のICキャッシュカードの発行を開始。ただし、同年10月1日までは、生体認証機能付ICキャッシュカードへの生体認証情報の書き込みを行っていないので、実際の利用開始は、同年10月2日からになる。なお、これ以降に発行されたICキャッシュカードは原則生体認証に対応したものとなる。

### みずほWallet（みずほウォレット）

#### Android版
申し込みから利用まで全てペーパレスで完結するスマホ決済アプリ。みずほ銀行に口座を持つ個人（日本国内在住の15歳以上、中学生を除く）であれば誰でも利用できる。JCBと連携しており、アプリ内に口座から直接支払いが出来るバーチャルデビットカードを即時発行し、コンビニやスーパー、ファミレス等のQUICPay+で支払うことができる。既にみずほJCBカードを持っている場合は、カード情報をアプリに追加することでスマホ決済としても使える。年会費等はかからない。

#### iOS版
Android版と同様、申し込みから利用まで全てペーパレスで完結するスマホ決済アプリのiOS版。Android版と異なり、JR東日本と連携。発行されるカードはMizuho Suica（前述のみずほSuicaとは別サービス）。Suicaとして利用でき、IC相互利用可能エリアであれば全国どこでも使える。年会費等はかからない。
アプリ上で口座から直接チャージできるため、クレジットカードを持たない人やチャージできる場所が限られている人にも使いやすい。

### J-Coin Pay
みずほ銀行に加え、全国の90以上の地方銀行（2020年2月時点）と口座接続が可能なQRコード決済/送金サービス。2019年3月から提供されている。ユーザー間での送金、接続済みの銀行口座への入出金（チャージ/口座戻し）手数料が無料。
2022年7月20日より、J-Coin PayからモバイルSuicaへのチャージが可能になる。

## 勘定系システムと度重なるシステム障害

### 勘定系システムの変遷
- 2002年4月から2004年11月までの旧みずほ銀行では、旧第一勧業銀行の店舗（旧みずほ銀行が発足した2002年4月以降は旧日本興業銀行の店舗を含む。識別マーク■）では旧第一勧業銀行の「STEPS」をベースとした勘定系システムを、また旧富士銀行の店舗（識別マーク●）では旧富士銀行の「TOP」をベースとした勘定系システムを用いていた。この間、システム統合済みの旧富士銀行店舗にも、旧第一勧業銀行店舗の識別マーク■が付けられた。
- 2004年12月より2013年6月までの間は、当行の前身の一つである旧みずほ銀行では旧第一勧業銀行の「STEPS」ベースとした勘定系システムを用いていた。
- 2013年7月より2019年6月までの間は、当行の旧みずほ銀行の店舗では旧第一勧業銀行の「STEPS」をベースとした勘定系システムを、また当行の旧みずほコーポレート銀行の店舗（識別マーク◆）では旧日本興業銀行の「C-base」をベースとした勘定系システムを用いていた。
- 旧みずほコーポレート銀行店舗においては、同店管轄のATMが設置されていなかった。東京法人営業部、兜町証券営業部以外の店舗では同じ建物に併存する、または近隣にある旧みずほ銀行店舗管理によるATM[注釈 7]が設置されていた。また、旧みずほコーポレート銀行の店舗では、既存の顧客の口座移管（旧みずほコーポレート銀行の店舗間に限る）や口座の増設を除き、当面、新規の口座開設は原則行わないとされていた。
- 2019年7月より、みずほフィナンシャルグループの経営戦略である「One MIZUHO戦略」（銀行・信託・証券一体戦略）の下、当行及びみずほ信託銀行では、同じ勘定系システム「MINORI」を用いている。

### 勘定系システム「MINORI」開発・移行の経緯
- 2011年（平成23年）5月、同年に発生した東日本大震災の義援金に関連する旧みずほ銀行の大規模システムトラブルの原因究明のために設置された第三者委員会の意見を踏まえ、グループ一体運営に向けたガバナンス強化策として、旧みずほ銀行とみずほコーポレート銀行を2013年（平成25年）春をめどに合併させることを発表した[10][11]。
- 翌月の2011年（平成23年）6月より、新みずほ銀行（旧みずほ銀行・みずほコーポレート銀行）、みずほ信託銀行のシステム統合プロジェクトが本格化した。当初、2016年（平成28年）春にシステム統合は予定されていたが、開発に時間がかかっているとして延期された[47][48][49]。当時、総投資額は3000億円を上回る見通しであると報じられていた[50]。月刊誌『選択』では、総投資額は4000億円を上回り、完成が絶望的であると報道された[51]。
- 2016年11月12日、日本経済新聞により外国為替業務のシステムで実施中の動作確認テストを延長する必要があるため、新システムの運用開始は2018年夏以降にずれ込むと報じられた[52][53]。そのプロジェクトの難航さに、着工から100年以上が経過しても今なお建設途中で完成までには300年以上を要すると言われていたスペイン・バルセロナの世界遺産「サグラダ・ファミリア」に因んで「IT業界のサグラダ・ファミリア」「金融界のサグラダ・ファミリア」と揶揄された[54][55]。
- 2018年（平成30年）に「MINORI」へのシステム移行1回目が6月9日（土曜日）22時から6月11日（月曜日）8時まで行われたのを皮切りに[56]、週末の休日に全てのサービスが使えなくなる同様の作業を、2019年まで9回に分割して実施された[56]。

### 2002年4月に旧みずほ銀行とみずほコーポレート銀行が引き起こしたトラブル
2002年（平成14年）4月1日の合併再編（旧第一勧業銀行・旧富士銀行・旧日本興業銀行の3行を、リテールバンキング事業を継承する旧みずほ銀行と、ホールセールバンキング事業を継承する旧みずほコーポレート銀行の2行に再編）の当日から、合併再編前の3行のシステムを連携するリレーコンピュータのバグにより、旧みずほ銀行とみずほコーポレート銀行にて大規模なシステム障害が発生し、預金者や利用者に大混乱を来すこととなった。
- 旧みずほ銀行のATMの停止（通信エラー）が大半の店舗で断続的に発生（前月にも旧第一勧銀店で小規模な停止が発生していた）。
- ATMで現金の預け入れ操作をすると取引未完了のまま（残高反映されず）となり、現金が返却されない。
- ATMで預金引き出しの操作をすると、残高が反映されているのに現金が出金されずエラーとなる。
- メインコンピュータおよび全銀協ネットへの接続が不安定となり、ATMが稼働していても振込操作が行えない。
- 旧みずほ銀行キャッシュカードでE-net・BANCS・MICS提携ATMでの取引が出来ない。
- 銀行振込入金の日数単位での遅延。
- 法人が従業員の旧みずほ銀行の複数口座宛に給与振込（総合振込）を行うと、指定金額通りの入金が行われずに送金資金の範囲内で偏りが発生。（Aに30万円・Bに25万円・Cに20万円の振込を指定したのに、Aに1万円・Bに59万円・Cに15万円入金される等。）
- 口座自動振替（引き落とし）が行われない、または二重に引き落とされている（バッチ処理データの処理件数に追いつかず、発生したものとされる）。

同月1日に10万5千件の未処理が発生。2日はイオンカード、4日はセゾンカード・ビューカード、5日はUCカード（※勧銀クレジット・富士銀クレジットなどが統合されてから最初）といった、旧みずほホールディングスと結びつきの強いクレジットカード会社の口座引落し日で、クレディセゾンは引き落とし不能でも信用情報の支払遅延扱いにはしない旨を含んだ、独自の「お詫び文」を発表する。
未処理件数は、5日に250万件余り・二重引き落としが3万件まで積み上がり、個人に対しての影響が広がる。
当時のみずほホールディングス社長前田晃伸は、この問題で国会に招致された際に「直接に御利用者の方に実害が出たというようなことではございませんが、クレームが大量に来たということで、そういう意味で大変申しわけないと思っております。」と発言（実際には振込遅延やカードの口座引落し不能、ATMトラブルなど多大な実害が出ていた）。その後すぐに「不適切な説明だった」と釈明したものの、マスコミに取り上げられ火に油を注ぐ結果となった。
現金自動支払機の稼働トラブルに関しては4月上旬に解消されたが、口座振替に関してはシステムが増強される5月まで、システムセンターの人海戦術によるバッチデータの手作業での確認や、準備が引き落とし日に備えて日夜行われる綱渡りの状況が続いた。収納企業・公共団体に対しては、通常より早期に口振データの送付を要請した。
また、コンピュータシステムの改修に関わっていた富士通ターミナルシステムズ（ATMベンダー）のシステムエンジニアが、デスマーチにより過労自殺する事態となり、2003年（平成15年）に労働災害が認定されている。

### 2011年3月に旧みずほ銀行が引き起こしたトラブル
東北地方太平洋沖地震（東日本大震災）直後の2011年（平成23年）3月15日（火曜日）未明、フジテレビジョンがみずほ銀行東京中央支店に開設していた義援金受付口座への振り込み件数が、フロアリミッター設定上限数を超えたことにより、夜間バッチ処理が予定時刻の朝5時までに終わらず、約38万件の処理が積み残された。
この異常終了により、16日営業時間帯のオンラインシステム起動が遅れ、未処理の決済データがサーバに積み上がって勘定系システムが不安定になり、大規模なシステム障害へと発展した。ATMの一部が使用できなくなり、さらに処理の積み残しが増えていくという悪循環に陥り、17日には勘定系システムが強制終了した。ピーク時には116万件（約8296億円）の未処理取引を発生させた。
旧みずほ銀行側は後に、具体的な原因について、「東日本大震災義援金の振り込みの一部店舗への集中」と説明した。
また、この際、事後処理として二重に振り込まれた金銭の回収を行ったが、確認を怠り、事前連絡なしに正規の振り込みまで回収していたことが発覚した。
他、このトラブルに便乗し、同行が顧客に対して行った臨時支払いを悪用して25万円を騙し取ったとして、詐欺罪容疑での逮捕者が出ている。この被疑者は、同行の店舗数店から、合計で百数十万円を騙し取った疑いがある。
旧みずほ銀行は、3月19日（土曜日）から3月21日（月曜日・春分の日）の3連休期間中に、全ATMを休止して、バッチ処理の積み残しを処理したが、障害が収束した3月24日まで、9日間に渡ってシステム障害が続いた。
このシステムトラブルで、金融庁から同年5月31日に、銀行法に基づく「業務改善命令」が、旧みずほ銀行の親会社であるみずほフィナンシャルグループと伴に下された。業務改善命令の理由として、システムのコンティンジェンシープランの整備や情報技術投資戦略、適材適所の人材配置やグループ内連携態勢などで、みずほ経営陣の機能発揮に問題があるとし、みずほフィナンシャルグループの一体感の醸成への取り組みが十分でなく、みずほの企業風土に課題があると指摘した。
この結果、頭取の西堀利とIT・システムグループ担当の常務執行役員萩原忠幸が6月20日付で引責辞任し、2度の大規模トラブルからの信頼回復、再発防止策として、グループ経営の効率化と意思決定の迅速化が必要と判断され、たすきがけ人事の解消、旧みずほ銀行・旧みずほコーポレート銀行の合併による「2バンク制」解消、勘定系システム全面刷新の要因となった。

### 2015年1月に引き起こしたトラブル
2015年（平成27年）1月5日（月曜日）、システム障害により、法人向けインターネットバンキング「みずほe-ビジネスサイト」が利用できなくなるトラブルが発生。法人取引の振込や送金などが期日通りに行われなければ、企業間の信用問題につながりかねない恐れがあるため、顧客は電話越しや店舗に出向く対応を強いられた。なお、週刊ダイヤモンドの取材によると、表沙汰にはなっていないが同様のシステム障害が2014年にも発生していた。

### 2021年2月〜3月の間、相次いで引き起こした4回のトラブル
2021年（令和3年）2月28日（日曜日）より3月12日（金曜日）の僅か13日間で、当行はそれぞれ原因の異なるシステムトラブルを4回連続で引き起こした。なお、当行と同じ勘定系システム「MINORI」を用いているみずほ信託銀行では、これらのトラブルは発生していない。
金融庁は、当行が僅か13日間で4回のシステムトラブルを相次いで引き起こした事態を重くみて、当行と親会社のみずほフィナンシャルグループに対し立ち入り検査、検査結果を踏まえ行政処分を検討する予定である。
当行は、3月12日に藤原弘治頭取が記者会見をした。このなかで藤原頭取は「原因究明と再発防止が、私に課せられた最大の責任だ」と述べ、引責自任を否定した。また、全国銀行協会の次期会長（2021年4月から2年）に就任予定である、みずほフィナンシャルグループの坂井辰史社長については「次期会長職を務めていく」と述べ、会長の就任辞退、社長職の辞任を否定した。
当行の親会社であるみずほフィナンシャルグループは、3月17日のニュースリリースにおいて、4月1日に予定していた当行の藤原弘治頭取の会長就任及び加藤勝彦常務の頭取就任を、当行が発生させたシステム障害に対応するため取り消すと発表した。なお加藤勝彦常務は、代表取締役副頭取になる。
当行の親会社であるみずほフィナンシャルグループの坂井辰史社長は、3月17日午後5時から都内で記者会見を開いて、障害の原因究明や再発防止策の策定について説明した。責任の取り方については「原因究明や再発防止策の策定後に適切に考えたい」と述べたのみ。4月に予定されていた坂井辰史社長全国銀行協会の会長への就任については「就任を見合わせる方向で相談したい」と表明。取消となった4月1日の当行の頭取交代人事については「加藤氏が頭取になるのは基本的な方向感だ」と述べ、交代は既定のままで時期の延期であることを示唆した。報道によれば、トラブルについて、坂井社長が公の場で説明するのは、これが初めてである。なお、全国銀行協会の会長については、3月18日に、全国銀行協会から公式に「みずほフィナンシャルグループの坂井社長より、足元の度重なるシステム障害の原因究明と改善対応策に専念するため、全銀協会長への就任は当面の間見合わせるとの申し出があった、来年度の体制については、4月1日に坂井社長へ交代することを内定していたが、全銀協の現行体制を当面維持する」と発表があり、三毛会長（三菱UFJ銀行頭取、4月からは三菱UFJフィナンシャル・グループ会長）が4月以降も続投することになった。
- 2021年2月28日に引き起こしたシステムトラブル

2021年（令和3年）2月28日（日曜日）、定期預金に絡むデータ更新作業に伴い、ATMとインターネットバンキングにおける一部取引が利用不可となるシステムトラブルを発生させた。ATMより通帳やキャッシュカードが戻らず備え付けの電話もつながらない深刻な被害も多数発生させた。みずほ以外のATM利用で生じた手数料は後日返金とする報道されているが、当行Webサイトでは「本件に関して代替手段により発生した費用についてはお取引店か下記問い合わせ先にご相談ください」と発表しており、自発的返金は行うとの表明はなく、相談後の対応についても何ら明らかにしていない。また日本経済新聞によれば、「28日夜の段階で説明の記者会見は開いていない」、「記者が支店に取材に行った際、利用者が『4時間以上待たされているのに誰も来ない』という状態であった」。
当行は、3月1日午後6時に、本店で記者会見を行い、5395台のATMの80%にあたる4318台に障害が発生し、預金通帳やキャッシュカードがATMからとりだせなくなった件数は合わせて5244件と公表した。なお、この報道では「システム障害の影響でコンビニなどのATMを使った利用客には、かかった手数料を全額返金するほか、ATMに残っていた預金通帳などの返却を進めていく」としているが、当行Webサイトの記載は、2日12時30分の段階で「ご相談ください」のままであった）。J-CASTトレンドの報道によると、「1日にみずほ銀行の広報担当者に取材したところ、いずれも一律で定められたものは存在しないという。利用者からの相談の中で適宜判断していくとした。」となっている。また公式ウェブサイトで「後日弊行よりご連絡、ご返却をいたします（他行キャッシュカードは、当該他行経由でご返却となります）」とあるだけでいつ返却するかの明示はなく、他行のカードは他行経由としている。またトラブルの原因について「定期預金のデータ移行の45万件に月末の取り引きの25万件が重なり、システムの一部に負担が生じオーバーフローした」と藤原頭取が説明」しており、「（システムの）キャパシティーが不十分だったことが今回のトラブルを引き起こした」とも説明した。経営責任については「最優先事項は顧客へのおわびと安定稼働だ。経営責任は当然ながらある。しっかり受け止めていきたい」と発言したが、日本経済新聞の報道した一問一答には、それ以上の具体的な進退等については掲載されていない。なお、藤原頭取は、2021年3月末で頭取を退任して4月1日からみずほ銀行会長になることが内定していた。
時事通信の報道によると、2月27・28日の両日、一定期間取引のない定期預金（不稼働定期預金）の口座のデータを45万件ずつ移行する作業を実施した。ただ、28日は通常の取引が集中し、システムの容量がオーバーした。定期預金の積み立てなど通常の取引量が多い月末に、システムを増強せずに臨時のデータ移行作業を行った「想定の甘さ」があった。これだけなら定期預金の取引不能件数であり当初463件であった。しかし、2019年に導入した新システムの「自衛機能」により、基幹システムがATMとの連携を一部遮断しATMの処理速度が低下。取引の異常を検知したATMが、カードや通帳を次々と飲み込む事態となった。ATM備え付けの電話からの問い合わせで警備員が駆けつけるが、休日ということもあり、人員不足で同時多発的な被害への対応が不能となった。
3月8日時点の当行Webサイトでは、頭取名で「ATMにキャッシュカード、通帳等が取り込まれたお客さまにつきましては、できるだけ早くお手元にお届けできるよう、お一人ずつ弊行よりご連絡・ご返却を進めて」とし、手数料についても「後日返金」を記載した。ただしいつまでとは記載がない。またトラブルの原因、具体的な対策の記載はなく、「システム、またその運用における要因も含め検証し、再発防止策の策定・徹底」と述べた。
取り込んだ通帳・キャッシュカード（5244件）の約2割が2日時点で、未返却であるとともに、顧客と連絡が取れなかったり、警備会社に保管中のカードや通帳の回収に時間がかかっている。返却完了の時期は未定と報道された。報道された説明によれば、「顧客と連絡が取れなかったり、警備会社に保管中のカードや通帳をみずほが回収する時間がかかったりしている返却完了の時期は未定である」。返却状況については、3月4日時点ででは、3日までの状態で1割の500件ほど未返却である。報道では、理由として「一部に連絡が取れない顧客がいるなど」としている。
金融庁は3月2日夜、銀行法に基づき報告徴求命令を当行及び親会社のみずほフィナンシャルグループに出し、原因や再発防止策などの報告を今月末までにするように命じた。金融庁のWebサイトの報道発表資料には、この件の掲載はない。
3月4日、読売新聞、時事通信は、「みずほ銀行は4日、2月28日に発生させた現金自動預払機（ATM）の大規模障害について、デジタル通帳への移行に向けた口座情報の移し替え作業が原因の一端だったと明らかにした。」と報じた。時事通信の報道では「通常のデータ更新作業25万件にデジタル口座へのデータ移行作業45万件が重なり、基幹システムの容量不足に陥った。」とあり、また読売新聞は「2月28日に全国各地で発生した大規模な現金自動預払機（ATM）の障害は、今年1月に導入した「デジタル通帳」へ預金などのデータを移行する作業の中で発生したことを明らかにした」として定期預金のデータ移行は無関係のような報道となっている。件数的には、定期預金に絡むデータ更新作業よりデジタル通帳への移行に向けた口座情報の移し替え作業の件数が多いが障害に寄与の度合いは明らかではない。また、当行が明らかにしたとしているが、当行Webサイトでは一切言及はなく、「2月28日に発生した定期性預金のデータ更新作業に起因するシステムトラブル」のままである。また、3月1日の頭取の記者会見で、この「デジタル口座へのデータ移行作業」については言及がないが、銀行がこの時点で把握していなかったか、把握しても頭取には情報が伝わっていない若しくは隠蔽したかは明らかでない。
当行は、3月6日の当行Webサイトでは「99%超のお客さまに、ご返却の対応を取らせていただきました」と初めて当行Webサイトで返却状況を告知した。手数料の返金については、「後日返金」としており、いまだに返金していないことを明らかにした。
3月5日、朝日新聞は、遠藤正之・静岡大学情報学部教授（金融情報システム）のインタビューを掲載した。このなかで遠藤は、
1. なぜ取引が集中する月末に作業をしたのか
2. 本体の勘定系システムを守るためにATM取引を制限した運用は妥当だったのか
3. カード取り込みへの対応は顧客本位だったか

と3つの課題を指摘し、いずれも顧客本位でないことに問題があると述べた。
3月9日、朝日新聞は、年度末に作業を行った理由について、みずほ幹部が「時期を決めた当初の考え方は、印紙税（が理由）だった」とも打ち明けたと報道した。。紙の通帳は印紙税が年200円かかるが、この基準は4月。3月までに減らすと税額を抑えられる目算であり、約2400万の口座のほぼ半数が、数年後に切り替わると見込み、単純計算で年24億円の印紙税軽減となる。
2月28日に引き起こしたシステムトラブルに伴い、当行のキャッシュカードで他の金融機関のATM等を利用した場合に発生した手数料の返金を、3月16日から3月18日にかけて行うと、3月15日に当行Webサイトで告知された。
3月25日の報道によると、みずほ銀行は、2月28日と3月3日に発生したシステム障害で現金自動預払機（ATM）に通帳などがのみ込まれた人に「おわびの品」として5千円分のクオカードを届けることを決め、藤原弘治頭取が「これまで同様のご愛顧を」と呼び掛ける文書を添え、順次配布している。
- 2021年3月3日に引き起こしたシステムトラブル

2021年（令和3年）3月3日（水曜日）19時58分、ハードウエアの不具合によりシステムセンター間のネットワーク瞬断が発生するシステムトラブルを発生させた。3分後の20時1分に復旧したが、28拠点29台のATMがこの影響で停止し、僅か3日前に引き起こしたシステムトラブルと同様、ATMより通帳やキャッシュカードが戻らない深刻な被害を29件発生させた。当行の公表によると「2月28日に発生した定期性預金のデータ更新作業に起因するシステムトラブルとは別の要因」であると発表した。小規模のトラブルだが、僅か3日前に引き起こしたシステムトラブルと同様、ATMより通帳やキャッシュカードが戻らない深刻な被害を連続して発生させたこともあり「みずほ銀行、またもシステム障害」、「みずほ銀行 またATM一時障害 最大3時間使えず」、「みずほ銀行また障害 ATM29台一時停止、カード戻らず」と報道された。
このトラブルでATMに取り込まれたカードや通帳については、時事通信は、4日午前10時時点で過半が返却されたと報道した。当行は、3月6日に「カード返却等のお客さま対応も完了」と発表した。
3月3日に引き起こしたシステムトラブルについても、金融庁は銀行法に基づき報告徴求命令を出した。
- 2021年3月7日に引き起こしたシステムトラブル

2021年（令和3年）3月7日（日曜日）午前9時ごろから、カードローンのプログラムの更新作業に伴い、一部でエラーを関知した。この影響で、インターネットバンキングやATMで定期預金の一部取引ができなくなったが、同日午後1時30分頃に復旧した。当行によると「9名のお客さまの取引不成立を検知、既に個別にご連絡のうえ対応。ATMでは、お客さまがお困りの場合に備え、各拠点には行員を待機させ、個別に対応いたしました。なお、不成立となった取引はない。」としている。
3月7日に引き起こしたシステムトラブルについても、金融庁は銀行法に基づき報告徴求命令を出した。なお、これについては各報道とも、3日と7日のものについて11日（一部12日）にまとめて報道している。同じ日に命令したか、別の日であったかは各報道に具体的な命令の日がなく不明である。
- 2021年3月11日から12日に引き起こしたシステムトラブル

2021年（令和3年）3月11日（木曜日）午後11時40分ごろ、データセンターのハード機器に障害が発生し、バックアップ機能への切り替えにも失敗し、送金の処理ができなくなった。送金の集中処理が完了したのは12日午後7時45分ごろだった。全国各地の支店などで、企業間の海外送金の一部に遅延が生じなど、約300件に影響が出た。12日に当行が発表したと各報道が伝えた
。日経新聞は、影響の詳細について「企業が国内にある取引先の口座にドル建てで振り込む場合、依頼を受けた銀行は午後1時までに振込先の銀行にデータを送信する必要がある。今回の障害でデータの送信が完了したのは午後6時。振り込みが翌日付となれば、企業間の取引で実損が出る恐れがある。みずほ銀行は当日付にできるよう相手方の銀行と調整する。」と解説した。
影響の詳細は、3月15日に当行Webサイトで告知された。これによると「国内他行向けの送金263件について、当日付の送金ができない状況」であった。
なお当行は、このシステムトラブルによる送金遅延は計500億円に上ったと発表している。
6月14日、今回当行で相次いだATMなどのシステム障害について調べていた第三者委員会の報告書の概要が分かったと伝えられた。システム自体に根本的な欠陥はなく、人員配置や設定面で運用が未熟だったことが原因と結論付ける。顧客対応の不十分さが問題を深刻化させたことも指摘する。同月15日にも報告書を公表する予定と共同通信が報道した。報告書は、6月15日にみずほフィナンシャルグループより発表された。なおみずほ銀行HPでは、この発表を受けて、株式会社みずほ銀行におけるシステム障害にかかる原因究明・再発防止についてを発表したが、みずほ銀行HPからは報告書へのアクセスはリンクを含め一切なく、利用者が、みずほフィナンシャルグループにアクセスするしかない状態である。
またこれに関連して、みずほフィナンシャルグループ取締役社長 坂井辰史が、報酬月額の50%減額×6ヶ月、みずほ銀行取締役頭取 藤原弘治が、報酬月額の50%×減額4ヶ月などの役員処分がされたが、やはりフィナンシャルグループHPでのみ公表されている。
なお、藤原頭取が同年6月末で退任することが報じられていたが、再発防止に取り組む観点から当面の間続投することを6月15日に明らかにした。

### 2021年8月〜9月の間、相次いで引き起こした4回のトラブルと業務改善命令
- 2021年8月20日に引き起こしたシステムトラブル

2021年（令和3年）8月20日（金曜日）、今年だけで5度目になるシステム障害で始業時から12時頃まですべての店舗窓口で入出金や振り込みなどの手続きが出来なくなった。今回は、みずほ銀行と同じ勘定系システム「MINORI」を用いているみずほ信託銀行においても、同様なトラブルが発生した。原因は、DBサーバーのハード故障し、バックアップ機器に故障が波及とされた。なおみずほ銀行は、公式HPにおいて「代替手段により発生した費用等につきましては、個別にご対応させていただきますので店舗または下記のフリーダイヤルへご相談」とのみ発表し、前回同様、補償を明言していない。今回のトラブルについても金融庁は銀行法に基づく報告徴求命令を出した。
- 2021年8月23日に引き起こしたシステムトラブル

2021年（令和3年）8月23日（月曜日）、週末の金曜日に引き続き今年だけで6度目になるシステム障害で全国で最大130台のATMが一時使えなくなった。
- 2021年9月8日に引き起こしたシステムトラブル

2021年（令和3年）9月8日（水曜日）、今年だけで7度目になるシステム障害で同日午前9時半ごろから、ハードの不具合により一部の現金自動預払機（ATM）とインターネットサービス「みずほダイレクト」が一時的に利用できない状態となった。一時利用不可となったATMは最大100台で、そのうち27台で現金の取り込みが発生した。システムの一部を再起動することですでにすべて復旧済みである。
- 業務改善命令

2021年（令和3年）9月22日（水曜日）、金融庁は、銀行法第26条第1項に基づき株式会社みずほ銀行に、及び銀行法第52条の33第1項に基づき、株式会社みずほフィナンシャルグループに対し、システムの改修や保守点検計画の提出を求める業務改善命令を発出した。当面のシステム更改及び更新等の計画についての報告も求めており、日本経済新聞は、「金融庁が同行のシステムを実質管理」と報道したが、麻生太郎金融相は9月24日の閣議後の記者会見で、「みずほ銀行が自らシステム更改などを適切に管理することを求めている」、金融庁がみずほのシステムを「共同管理」するなどと一部で報じられたことについて、「一緒にやる事実はない」と否定した。
- 2021年9月30日に引き起こしたシステムトラブル

2021年（令和3年）9月30日（木曜日）、今年だけで8度目になるシステム障害387件の外国為替取引に遅れが出た。主に法人顧客の送金が滞り、80件は翌日に持ち越しとなった。詳細な原因は特定できていないが、企業の決済が集中する上半期の末日とはいえ、決済が集中し負荷が大きくなったことが一因とされており、時事通信は、金融関係者の見解として「更新ではなく、システムや機器のもろさが要因であれば問題は根深い」と報じた。
- 業務改善命令

2021年（令和3年）11月26日（金曜日）、金融庁は、銀行法第26条第1項に基づき株式会社みずほ銀行に、及び銀行法第52条の33第1項に基づき、株式会社みずほフィナンシャルグループに対し、再発防止策を速やかに実行すること、業務改善計画を策定し、提出を求める等の業務改善命令を発出した。
- 是正措置命令

2021年（令和3年）11月26日（金曜日）、財務省は、外国為替及び外国貿易法第17条の2第1項の規定に基づき、株式会社みずほ銀行に、資産凍結等経済制裁に関する外国為替及び外国貿易法及び同法に基づく命令の規定を確実に遵守するための実効性のある改善・再発防止策の策定等し、提出を求める等の是正措置命令を発出した。日経クロステックによれば、処分の対象となった事案については、9月30日のシステムトラブルの際に、外為送金は午後3時の「カットオフタイム」までに完了させる必要があるが、一部の外為送金がそれに間に合わなくなる恐れがでてきたため、CCO（最高コンプライアンス責任者）がアンチ・マネー・ロンダリング・システム（AML）によるチェックを省略しても法令に沿った対応ができると主張し、AMLによるチェックを省略する方針を決断し、実際に349件の外為送金がAMLによるチェックを経ずに実行されたものである。日経クロステックは『CCOやCIOが出席する非常対策PTで外為法に違反する決断をしたことが、「役職員の知識不足」や「関係部署間のコミュニケーション不足」に該当する。誤った決断を下した背景に「平時からの連携不足」があった。加えてAMLを省略して外為取引を実行できてしまうシステムであったことが「システム管理態勢の脆弱性」に該当する。』と論評した。

### 役員の退任
金融庁による処分を受けて、坂井 辰史みずほフィナンシャルグループ取締役 兼 執行役社長（代表執行役）が「一連のシステム障害等に関する経営責任を明確にし、経営執行体制の刷新が必要と判断したため」として退任をすると発表したが、退任は、2022年4月1日付であり、なお4か月以上、在任するとしている。みずほ銀行の藤原 弘治取締役頭取も、2022年4月1日付で退任と発表された。こちらは、単なる異動の発表であり、理由は記載されていない。また取締役としては2022年6月の任期満了まで在任する。
また、坂井は全国銀行協会の会長職に就任することが内定していたが、これらの問題や坂井の引責辞任を受けて、辞退することを明らかにした。そのため、メガバンク3行による輪番制でみずほ銀行の後に担当する予定だった2行が前倒しで会長職を担当することになり、2021年7月から2022年6月まで三井住友銀行頭取の髙島誠、2022年7月から2023年3月まで三菱UFJ銀行頭取の半沢淳一がそれぞれ就任することになった。

### デジタル口座への強制移行の中止
2021年12月15日、みずほ銀行は、毎年1月末時点で1年以上通帳へ記帳されていない口座について、強制的に通帳を廃止しデジタル口座に切り替える作業を、「みずほe-口座」のより一層の機能向上を図るためという理由で2022年分も見合わせると発表した。2021年2月末の大規模トラブルの原因となった作業である。再開時期は未定とされている。

### 2021年12月〜2022年2月の間、相次いで引き起こした3回のトラブル
- 2021年12月30日に引き起こしたシステムトラブル

2021年12月30日午後、現金自動預払機（ATM）やインターネットバンキングによる他行宛ての振り込みが一時、利用できなくなるトラブルが発生した。システムの人為的な設定ミスが原因とみられている。
- 2022年1月11日に引き起こしたシステムトラブル

2022年1月11日午前8時ごろから法人向けのインターネットバンキングのシステムで障害があり、ログインしづらいトラブルが発生した。原因は、設定ミスによるデータベースサーバ処理の遅延。
- 2022年2月11日に引き起こしたシステムトラブル

2022年2月11日、午前9時ごろから一部のATMが使えなくなるトラブルが発生した。ATMが1台しかない関東などの9カ所で使用できなくなった。復旧のため、11日午後3時半から全国111カ所のATMを停止した。

### 2022年10月の法人ネットバンキングのトラブル
2022年10月17日午前、午前9時半ごろから法人の振り込みや取引明細の照会などを扱う「みずほビジネスWEB」などで不具合が発生し、一部の法人向けのインターネットバンキングにつながりにくくなるシステム障害が起きた。正午ごろに復旧した。

### 以上のシステムのトラブルに関する背景
以上のように、みずほ銀行はこれまでに、特に2021年以降、立て続けにシステムのトラブルを引き起こし、これが信用失墜の原因となっているが、かつての合併前の第一勧業銀行・富士銀行・日本興業銀行が全く異なる3つのシステムを持っており、このような合併ではいずれか1つのシステムのみを使って残る2つは廃止すべきところを、3つのシステムを無理やり統合するという不適切な方法を取ったことがそもそもの原因との指摘がある。みずほ銀行で未だに使われ続けている古いコンピュータシステムの開発者の退職や死去、システム構造のブラックボックス化も相まって、誰一人みずほ銀行のシステムの全貌を把握している人がいない状態となっていることもあり、ITの同業者からも、これではシステムの根本的な修正はもはや不可能との指摘があり、かといってこれだけ巨大なシステムではゼロからの構築も現実的でない。2022年1月のトラブルにおいては、他行へ取引を移すことを自ら推奨するメールを送信した。

## FinTechの取組み
- 2014年11月 - 日本アイ・ビー・エムのWatsonを活用し、コールセンター等でタイムリーに有益な情報を提示するシステムを共同で構築することに合意。2015年2月に導入開始[140]。オペレーターが応対する音声を認識し、オペレーターのモニター上にリアルタイムで回答候補を表示。人工知能による学習で徐々に精度を上げ、現在では200席以上でIBM Watsonを活用[141]。
- 2015年7月 - ソフトバンクロボティクスと協業し、Pepperを導入[142]
- 2015年10月 - 資産運用ロボットアドバイザリーのSMART FOLIOをリリース。インターネット上で、利用者のリスク許容度に合わせた投資信託のポートフォリオを無料で提案するサービス[143][144]
- 2016年 - メガバンクの中で最も早く[要出典]APIの公開を開始。
- 2017年 - 株式会社Blue labを設立。みずほ銀行、Wil LLCが設立、後にWil LLCが保有する一部の株式を伊藤忠商事株式会社、損害保険ジャパン日本興亜株式会社、第一生命保険株式会社、農林中央金庫、丸紅株式会社、三井住友信託銀行株式会社などに譲渡するスキーム。海外も含めた決済プラットフォーム構築、人工知能やビッグデータを活用した事務作業自動化のためのソフトウェア開発、サプライチェーンマネジメントやトレードファイナンスにおける業務効率化を目的としたブロックチェーンの商用化といったFinTech領域のみならず、各株主の事業領域をはじめとするIoT全般を対象として、次世代のビジネスモデル創造・事業化を目的[145]。
- 2018年3月 - 店舗を有する邦銀として初めてウォレットアプリ＜みずほ Wallet for Android＞をリリース[43]。JCBと連携したスマホデビットカードの発行により、みずほ銀行の口座があればアプリ上でバーチャルデビットカードを即時発行し、連携した普通預金口座から即時決済できる仕組みを開発。また、既にみずほJCBカードを保有している場合には、カード情報をウォレットに追加できる。支払い方式はQUICPay+。
- 2018年8月 - Android版に続き、＜みずほ Wallet for iOS＞をリリース[146]。東日本旅客鉄道株式会社、Appleと連携し、ウォレット上にMizuho Suicaをアプリ上で即時発行できる（前述のみずほSuicaとは別サービス）。Android版と同様に、みずほ銀行に普通預金口座があれば利用可能。Suicaであるため、チャージできる上限金額は20,000円。みずほ銀行休業日でも、チャージしている残高はSuicaとして利用でき、IC相互利用可能エリアであれば、全国どこでも使える。日本におけるキャッシュレス化の推進を目標にしているため、定期券・グリーン券・特急券は利用できないが、乗車券としての利用は可能。
- 2021年1月18日以降に新規開設された個人名義口座の通帳については、開設時および繰越の際に、通帳発行手数料として1100円が徴収（70歳以上の個人については対象外）され、通帳発行を希望しない場合は、インターネットバンキングやキャッシュカード等で取引等を行う形となる。従来からの利用者については、通帳発行手数料の徴収はないが、2021年以降、毎年1月末の時点で通帳記帳の利用がないと判断された口座については、同年3月頃に通帳を無効化するとしていた。無効化された場合は、希望により新たな通帳が無料で再発行される。満行や磁気不良に伴う繰越も従来通り無料とされる（従来からの利用者も、通帳を発行しない取引に変更も可能）。なお、通帳を発行しない取引の場合、取引明細の確認は、ネット上で可能であるが、最大でも10年であり、実際にいつまでできるか案内がない（当行Webサイトでは、申し込みの前々月から最大10年間できますとあるだけであり、下限はなく、少なくとも申し込みの3ヶ月より古い分は確認不能。極端な話、今月と先月しかできないことも、否定はしていない。通帳から切り替えた場合、もはや記帳はできない。）。時事通信の3月4日の報道[88]では「移し替え作業は2月下旬から3月上旬まで6回に分けて終わらせる予定だったが、今回のトラブルを受け、実施時期を改めて判断する。」となっており、通帳の無効化も延期の見込みであったが、3月5日に当行Webサイトに「実施のタイミングを当面の間、見合わせる[注釈 9]」と告知した[147]。また「再開時期につきましてはあらためてご案内いたします。」としている。

## 不祥事・事件

### ニセ夜間金庫事件
2006年7月に銀座支店にニセの夜間金庫が設置される事件が発生した。大阪ニセ夜間金庫事件を模倣したとされている。

### 暴力団との関係
2013年9月27日、2012年12月から調査を行っていた金融庁は、グループの信販会社オリエントコーポレーションを通じた自動車ローンなどで、暴力団を含む反社会的勢力取引の存在を知りながら放置したとして、みずほ銀行に業務改善命令を発動した。取引内容は暴力団組員らが中古車を買った際のローンが中心で、取引件数は230件、融資額は2億9千万円に上った。
この融資は、旧第一勧業銀行と繋がりの深いオリエントコーポレーションとの提携ローンで、2010年9月にみずほ銀行による審査が開始され、同年10月に暴力団組員への融資が行われていたことが内部で判明したとされる。情報は当時法令遵守担当役員であった旧第一勧業銀行出身の代表取締役副頭取や常務、執行役員などにまで上げられており、銀行本体のトップクラスの幹部が関わっていることが判明した。当初は取締役会などにはかけられていないとし、銀行のナンバー1である頭取は一切関与していないとの説明を行っていたが、10月8日の会見で、発覚当時の西堀利頭取をはじめ後任の塚本隆史頭取、佐藤康博頭取など歴代頭取までもが暴力団組員への融資を「知りうる立場」にあったことを認めた。
これを受け、翌9日に金融庁は異例の再度の報告書を求めて銀行法に基づく報告徴求命令を出し、10日には菅義偉内閣官房長官が会見で「金融庁への報告が違っていたのは極めて遺憾だ」と述べた。また経済同友会の長谷川閑史代表幹事は「金融機関として、あるまじき状況だ」と批判、信託協会の若林辰雄会長は「再発防止に向けて、銀行業界全体で真剣に考える必要がある」とした。
命令の発動を受け、同行は法令順守担当だった旧第一勧業銀行出身の常務執行役員の更迭をはじめ、減給などの社内処分を実施するほか、再発防止策も10月中にまとめことを明らかにした。10月8日には中込秀樹元名古屋高等裁判所長官が委員長を務める提携ローン業務適正化に関する特別調査委員会が設置された。オリエントコーポレーションでも、10月15日にみずほ銀行出身の斎藤雅之社長を委員長とする反社態勢強化委員会が設置され、16日には、割賦販売法に基づきオリエントコーポレーションに対する調査を行っていた経済産業省に対し、データベース強化のためオリエントコーポレーションとみずほ銀行のシステムを接続するなどの再発防止策をまとめた報告書が提出された。
以前より佐藤頭取兼社長はみずほグループ内の旧日本興業銀行、旧第一勧業銀行、旧富士銀行の人事統合を行う方針を示していたが、本不正融資問題では旧第一勧業銀行グループが人事から外される可能性が生じ、また金融庁による業務改善命令に先立つ2013年3月には旧富士銀行出身者全員がみずほフィナンシャルグループ副社長やみずほ銀行副頭取から外される人事も行われており、元大蔵省大臣官房金融検査部金融検査官の高橋洋一は、事件発覚や、頭取関与の証拠発覚の端緒は、旧日本興業銀行出身の佐藤頭取兼社長に対抗する他派閥からのリークではないかとする。

### 投資詐欺事件
警視庁は2015年3月24日、元男性審査役と男性会社員2名の3人を詐欺の疑いで逮捕したと発表した。元審査役はぎょうせいの株式購入資金を集める名目で出資者を募っていた。2014年10月7日、元審査役は、ほかの顧客からも、同じような手口で多額の金をだまし取ったとして、損害賠償訴訟を起こされていた。みずほ銀行は実際に2005年、経営陣買収資金を出資して株式買収に関与している。ただし同社の株式は2012年12月、麻生の系列会社がみずほ銀行の買収価格の半値以下で取得し、ぎょうせいは麻生グループ傘下に入った。

### 貸金庫で窃盗
2025年2月18日、みずほ銀行の貸金庫から顧客の金品などが盗まれた疑いのあることがわかった。同行によると、2019年に支店の行員1人が、2人の顧客の貸金庫から計数千万円の金品を盗んでいた疑いがある。同行は当時、金融庁に報告していた。

## 国内拠点（個人専用店舗）
資産形成・資産運用などの個人へのサービス提供に特化した店舗があり。特に2025年3月より開設している「みずほのアトリエ」では、印鑑レス・通帳レスや、平日19時まで、土日営業の店舗があるなどの特徴がある。
- みずほのアトリエ

　みずほのアトリエ　横須賀
　みずほのアトリエ　港北ニュータウン
　みずほのアトリエ　八王子
　みずほのアトリエ　西宮北口
　みずほのアトリエ　神谷町
　みずほのアトリエ　大井町
・口座開設専門
　池袋口座開設ショップ
- みずほライフデザインプラザ

　麻布支店
　市ヶ谷支店
　麹町支店
　芝支店
　新橋中央支店
　高輪台支店
　日本橋浜町出張所
　広尾支店
　笹塚支店
　新宿中央支店
　中井支店
　早稲田支店

## その他

### 広告
2006年（平成18年）9月までは、資産運用篇（大杉漣「10年後も笑おう」）、住宅ローン篇（稲森いずみ「20年後も笑おう」）、新社会人篇（平岡祐太「未来を手にして笑おう」）の各篇をテレビCM放送していた。
2006年（平成18年）10月、CM展開を一新。「HAPPY BANK DAY to you」をメッセージとして、団塊世代の緒形拳、大家族を抱えてマイホームを購入した唐沢寿明、パンフレットでサービスを調べる「賢母」鈴木京香、母親思いで留学するためにアルバイトでお金を貯める井上真央らの出演による新CMシリーズが開始されたが、2008年10月に緒形の死去により事実上打ち切った。
2008年（平成20年）から5年間、阪神甲子園球場のリニューアルに際して、球場1・3塁フィールドシート2,400席に「みずほ銀行シート」と命名権契約を締結。
2009年（平成21年）から2015年（平成27年）夏までは井上真央が出演。2015年（平成27年）11月からは、玉山鉄二、鈴木亮平、福士蒼汰ら3人が、みずほフィナンシャルグループの各CMに出演している。

### 提供番組
現在
- 火曜ドラマ - TBS
- ニンゲン観察バラエティ モニタリング - TBS
- 沸騰ワード10 - 日本テレビ

過去
- JNN報道特集 - TBS
- 女神のアンテナ - テレビ朝日
- 土曜スペシャル - テレビ東京
- 日曜ビッグバラエティ - テレビ東京
- ドリーム・プレス社 - TBS
- 和風総本家 - テレビ大阪
- 日経スペシャル カンブリア宮殿 - テレビ東京
- 世界まる見え!テレビ特捜部 - 日本テレビ
- ボクらの時代 - フジテレビ

## ギャラリー
- 京都中央支店（京都市中京区〈烏丸三条〉、～2023年[174]）。1906年（明治39年）竣工の辰野式建築を再建した。
- みずほ銀行内幸町本部ビル（旧みずほ銀行本店、現：東京営業部～2021年）
- 銀座中央支店（～2022年）
- 恵比寿ガーデン出張所